# Бродерсторф
Бродерсторф (нем. Broderstorf) — община в Германии, в земле Мекленбург-Передняя Померания.
Входит в состав района Бад-Доберан. Подчиняется управлению Карбек.  Население составляет 3088 человек (на 31 декабря 2010 года). Занимает площадь 20,57 км².